# Templebeat
I Templebeat sono un gruppo Industrial rock di Treviso.

## Storia del gruppo
Il gruppo nasce nel 1990 dall'incontro di Michele Benetello, Pietro Zanetti, Giorgio Ricci, Rudi Dalla Mora. Lo stesso anno partecipano alla compilation su nastro dal titolo TOPY TV:Tribute to PTV pubblicata da TOPY.TV (marchio semicollegato al Thee Temple ov Psychick Youth) con la cover di Ov Power dei Psychic TV. Nel 1991 i Templebeat vincono il festival Arezzo Wave ed il loro brano Fuckin' Mosquito viene inserito nella compilation Arezzo Wave 1991 pubblicata da Polygram Records. La loro performance live fu ripresa dal canale televisivo musicale Videomusic.
Alla fine del 1991 pubblicano il loro primo EP su 12" dal titolo Auto Da Fe. Il disco autoprodotto vendette oltre 1100 copie favorendo il futuro contratto con la DUNE Records e l'interessamento al progetto di Paolo Favati dei Pankow. Il risultato che ne seguì fu Wargasm un mini-CD con 6 tracce prodotto da Paolo Favati ed FM dei Pankow. Il singolo distribuito in tutto il mondo divenne un brano di punta nei club della Germania, (Technoclub), Inghilterra (Hardclub, Eurobeat 2000) e soprattutto in Scandinavia. Einstein On The Beach divenne un videoclip.
Nuove proposte di contratto arrivarono da numerose etichette europee, ma la band preferì proseguire il percorso iniziato con Favati e la DuneDurante la lavorazione di Black Suburbia il gruppo mantiene un'intensa attività live in tutta Europa e nel 1992/93 accompagnano i Pankow nel loro tour. Il concerto dei Templebeat a Praga viene ripreso da MTV.
Nel novembre del 1993 la DUNE ed i Templebeat decidono di affidarsi alla Sub/Mission Records, etichetta legata alla Audioglobe.

## Componenti
- Michele Benetello:
- Pietro Zanetti:
- Giorgio Ricci:
- Rudi Dalla Mora:

## Produzioni

### Album cassetta
- 1990 - Unplayed And Unemployed (autoproduzione)
- 1991 - Black Master Beat (Semiotexterie)
- 1992 - Interzone (Energeia)
- 1993 - Templebeat (autoproduzione)

### Album CD
- 1994 - Black Suburbia (Sub/Mission Records)
- 1996 - Mediasickness (Sub/Mission Records)
- 2010 - The Grey Space (Silentes Minimal Editions)

### Ep e singoli
- 1990 - "Auto Da Fè" (12", autoprodotto)
- 1992 - Wargasm (CD maxi, Dune)
- 1994 - Interzone (CD maxi, Dynamica)
- 1994 - Heidi S. (CD maxi, Dynamica)
- 1995 - Wicked! (CD, EP, Sub/Mission Records)

### Split
- 1993 - Split EP (split con i 0.55 -7"- Urlo)
- 1995 - New Forms Of Entertainment Vol. II (Terror Flash) (split con i And Christ Wept e Skinflick Productions -CD- VUZ Records)